# Brand New Maid
Brand New Maid è il terzo album in studio del gruppo musicale femminile giapponese Band-Maid, pubblicato nel 2016.

## Tracce
1. The Non-Fiction Days – 4:44 (testo: Kanata Nakamura – musica: Toshinari Ohnishi)
2. Look at Me – 4:00 (testo: Miwa Sasaki – musica: Koji Goto (ck510))
3. Order – 3:24 (testo: Sasaki – musica: Akihito Tokunaga)
4. Brand-New Road – 3:55 (testo: Shinichiro Yamashita – musica: Goto)
5. Yuragu – 4:05 (testo: Miku Kobato, Saiki Atsumi – musica: Atsushi Yamaguchi)
6. Freedom – 3:46 (testo: Kobato – musica: Ichiro Iguchi)
7. Before Yesterday – 3:47 (testo: Nakamura – musica: Hitoshi Okamoto)
8. Alone – 3:28 (testo: Kobato, Atsumi – musica: Band-Maid)

## Formazione
- Saiki Atsumi – voce
- Miku Kobato – chitarra, voce
- Kanami Tōno – chitarra
- Misa – basso
- Akane Hirose – batteria